# Cellorigo
Cellorigo è un comune spagnolo di 21 abitanti situato nella comunità autonoma di La Rioja.